# Falcimala acosmopis
Falcimala acosmopis là một loài bướm đêm trong họ Noctuidae.